# Masters de París 2019
El Rolex Paris Masters 2019 fue un torneo de tenis masculino que se jugó en octubre de 2019 sobre pista dura. Fue la 48.ª edición del llamado Masters de París, patrocinado por Rolex. Tendrá lugar en París (Francia).

## Puntos y premios en efectivo

### Distribución del Torneo
| Evento       | G    | F   | SF  | CF  | R16 | R32 | R48 | C  | C2 | C1 |
| Individuales | 1000 | 600 | 360 | 180 | 90  | 45  | 10  | 16 | 8  | 0  |
| Dobles       | 1000 | 600 | 360 | 180 | 90  | 0   | —   | —  | —  | —  |

### Premios en efectivo
| Evento       | G        | F        | SF       | CF       | R16     | R32     | R48     | C2     | C1     |
| Individuales | €973,480 | €477,315 | €240,235 | €122,160 | €63,435 | €33,445 | €18,060 | €4,000 | €2,035 |
| Dobles       | €289,670 | €141,820 | €71,130  | €36,510  | €18,870 | €9,960  | —       | —      | —      |

## Cabezas de serie

### Individuales masculino
| N.º | Rank. | Tenista            | Puntos | Puntos por defender | Puntos ganados | Nuevos puntos | Ronda hasta la que avanzó en el torneo             |
| 1   | 1     | Novak Djokovic     | 9545   | 600                 | 1000           | 9945          | Campeón, venció a Denis Shapovalov                 |
| 2   | 2     | Rafael Nadal       | 9225   | 0                   | 360            | 9585          | Semifinales, se retiró ante Denis Shapovalov       |
| 3   | 3     | Roger Federer      | 6950   | 360                 | 0              | 6590          | Baja antes de la segunda ronda                     |
| 4   | 4     | Daniil Medvédev    | 5920   | 45                  | 10             | 5885          | Segunda ronda, perdió ante Jérémy Chardy [Q]       |
| 5   | 5     | Dominic Thiem      | 5495   | 360                 | 90             | 5225          | Tercera ronda, perdió ante Grigor Dimitrov         |
| 6   | 6     | Alexander Zverev   | 4335   | 180                 | 90             | 4245          | Tercera ronda, perdió ante Denis Shapovalov        |
| 7   | 7     | Stefanos Tsitsipas | 3830   | 10                  | 180            | 4000          | Cuartos de final, perdió ante Novak Djokovic [1]   |
| 8   | 8     | Karen Jachanov     | 2830   | 1000                | 10             | 1840          | Segunda ronda, perdió ante Jan-Lennard Struff      |
| 9   | 10    | Roberto Bautista   | 2575   | 45                  | 10             | 2540          | Segunda ronda, perdió ante Álex de Miñaur          |
| 10  | 9     | Matteo Berrettini  | 2705   | (45)                | 10             | 2670          | Segunda ronda, perdió ante Jo-Wilfried Tsonga [WC] |
| 11  | 12    | Fabio Fognini      | 2370   | 90                  | 10             | 2290          | Segunda ronda, perdió ante Denis Shapovalov        |
| 12  | 14    | David Goffin       | 2325   | 0                   | 10             | 2335          | Segunda ronda, perdió ante Grigor Dimitrov         |
| 13  | 13    | Gaël Monfils       | 2350   | 0                   | 180            | 2530          | Cuartos de final, perdió ante Denis Shapovalov     |
| 14  | 15    | Diego Schwartzman  | 2205   | 90                  | 10             | 2125          | Segunda ronda, perdió ante Kyle Edmund             |
| 15  | 17    | John Isner         | 1850   | 90                  | 10             | 1770          | Segunda ronda, perdió ante Christian Garín         |
| 16  | 16    | Stan Wawrinka      | 1910   | 0                   | 90             | 2000          | Tercera ronda, perdió ante Rafael Nadal [2]        |

- Ranking del 21 de octubre de 2019.[2]

#### Bajas masculinas
| Rank. | Tenista       | Puntos antes | Puntos por defender | Puntos ganados | Puntos después | Motivo            |
| ----- | ------------- | ------------ | ------------------- | -------------- | -------------- | ----------------- |
| 3     | Roger Federer | 6950         | 360                 | 0              | 6590           | Descanso          |
| 11    | Kei Nishikori | 2560         | 180                 | 0              | 2380           | Lesión en el codo |

### Dobles masculino
| Tenista                             | Ranking | Preclasificado |
| Juan Sebastián Cabal Robert Farah   | 2       | 1              |
| Marcel Granollers Horacio Zeballos  | 11      | 2              |
| Łukasz Kubot Marcelo Melo           | 13      | 3              |
| Mate Pavić Bruno Soares             | 22      | 4              |
| Kevin Krawietz Andreas Mies         | 22      | 5              |
| Raven Klaasen Michael Venus         | 25      | 6              |
| Pierre-Hugues Herbert Nicolas Mahut | 29      | 7              |
| Ivan Dodig Filip Polášek            | 43      | 8              |

## Campeones

### Individual masculino
Novak Djokovic venció a  Denis Shapovalov por 6-3, 6-4

### Dobles masculino
Pierre-Hugues Herbert /  Nicolas Mahut vencieron a  Karen Jachanov /  Andréi Rubliov por 6-4, 6-1